# Flurazepam

Strukturformel för flurazepam.

Flurazepam, summaformel C21H23ClFN3O, är ett ångestdämpande och lugnande preparat som tillhör gruppen bensodiazepiner. Preparatet patenterades 1963 av Hoffman-La Roche. Det används inte som läkemedel i Sverige.
Substansen är narkotikaklassad och ingår i förteckning P IV i 1971 års psykotropkonvention, samt i förteckning IV i Sverige.